# 東洋スチレン
東洋スチレン株式会社（とうようスチレン、英文名称 TOYO STYRENE Co., Ltd.）は、ポリスチレンを製造する化学メーカー。電気化学工業（現・デンカ）と新日鐵化学（現・日鉄ケミカル&マテリアル）・ダイセル化学工業（現・ダイセル）の3社の事業を統合して1999年（平成11年）に発足した。

## 概要
合成樹脂（プラスチック）の一種であるポリスチレンを製造・販売する化学メーカーである。生産能力は年間27万8千トン。前述の化学メーカー3社の共同出資で1998年（平成10年）に設立され、3社のポリスチレンに関する事業を統合し、翌1999年より営業を開始した。三井化学と住友化学の合弁の日本ポリスチレンが2009年秋に撤退したため、日本の汎用ポリスチレン樹脂メーカーは東洋スチレン、旭化成と出光興産の合弁のPSジャパン及びDICの3社に集約されている。
本社は東京都港区にある。製造拠点は五井工場（千葉県市原市、デンカ千葉工場内）・君津工場およびコンパウンド工場（千葉県君津市）・広畑工場（兵庫県姫路市）の4か所がある。五井工場は電気化学工業、君津工場は新日鐵化学、広畑工場はダイセル化学工業の拠点であった。

## 沿革
- 1998年（平成10年）12月 - 電気化学工業・新日鐵化学・ダイセル化学工業の共同出資により、会社設立。
- 1999年（平成11年）4月 - 営業開始。
- 2018年（平成30年）10月 - 新日鐵住金化学（当時）よりメチルメタクリレート・スチレン共重合樹脂事業を譲受。